# Renal Ganéyev
Renal Ramílevich Ganéyev –en ruso, Реналь Рамилевич Ганеев– (Ufá, 13 de enero de 1985) es un deportista ruso de origen baskirio que compite en esgrima, especialista en la prueba de florete.
Participó en dos Juegos Olímpicos de Verano, obteniendo una medalla de bronce en Atenas 2004, en la prueba por equipos, y el quinto lugar en Londres 2012, en la misma prueba.
Ganó dos medallas en el Campeonato Mundial de Esgrima, plata en 2015 y bronce en 2009, y nueve medallas en el Campeonato Europeo de Esgrima entre los años 2004 y 2015.

## Palmarés internacional
| Juegos Olímpicos   | Juegos Olímpicos        | Juegos Olímpicos  | Juegos Olímpicos    |
| Año                | Lugar                   | Medalla           | Prueba              |
| ------------------ | ----------------------- | ----------------- | ------------------- |
| 2004               | Atenas (Grecia)         | Medalla de bronce | Florete por equipos |
| Campeonato Mundial |                         |                   |                     |
| Año                | Lugar                   | Medalla           | Prueba              |
| 2009               | Antalya (Turquía)       | Medalla de bronce | Florete por equipos |
| 2015               | Moscú (Rusia)           | Medalla de plata  | Florete por equipos |
| Campeonato Europeo |                         |                   |                     |
| Año                | Lugar                   | Medalla           | Prueba              |
| 2004               | Copenhague (Dinamarca)  | Medalla de oro    | Florete por equipos |
| 2004               | Copenhague (Dinamarca)  | Medalla de plata  | Florete individual  |
| 2007               | Gante (Bélgica)         | Medalla de plata  | Florete por equipos |
| 2009               | Plovdiv (Bulgaria)      | Medalla de plata  | Florete por equipos |
| 2010               | Leipzig (Alemania)      | Medalla de plata  | Florete por equipos |
| 2010               | Leipzig (Alemania)      | Medalla de bronce | Florete individual  |
| 2011               | Sheffield (Reino Unido) | Medalla de bronce | Florete por equipos |
| 2014               | Estrasburgo (Francia)   | Medalla de bronce | Florete por equipos |
| 2015               | Montreux (Suiza)        | Medalla de plata  | Florete por equipos |